# Marvel’s Man-Thing
Marvel’s Man-Thing (Originaltitel: Man-Thing) ist ein US-amerikanischer Fernsehfilm aus dem Jahr 2005. Die Grundlage bildete die Marvel-Comicfigur Man-Thing. Es ist der letzte Film von Artisan Entertainment vor dessen Übernahme durch Lions Gate Entertainment.

## Handlung
In Dark Waters, einem heiligen Land der amerikanischen Ureinwohner, in dem ein rätselhafter Sumpfgeist wohnt, wird ein Teenager von einem pflanzenartigen Monster ermordet. Am nächsten Tag erreicht der junge Ersatz-Sheriff Kyle Williams Bywater und trifft sich mit Hilfssheriff Fraser, der ihm mitteilt, dass der vorherige Sheriff unter den 47 Vermissten ist, seit der Ölmagnat Fred Schist das uralte Stammesland von dem Schamanen und Seminolen-Häuptling Ted Sallis gekauft hat, der als erster der 47 verschwand. Schist behauptet, Sallis habe das Land legal verkauft und sei dann mit dem Geld geflohen. Schist bittet daraufhin den Sheriff um Hilfe: örtlichen Demonstranten behindern die Arbeiten seines Unternehmens und der Mestizenschurke Rene Laroque sabotiert seine Einrichtungen. Williams untersucht dies, während er versucht eine Erklärung für die verschwundenen Menschen zu finden, von denen einige brutal ermordet aufgefunden werden und deren Körper von Pflanzen überwuchert sind. Der Fotograf Mike Ploog und der Schamane Pete Horn erzählen Williams lokale Legenden über den Schutzgeist, die darauf hindeuten, dass er real sein könnte.
Während die Sabotagen und Morde weitergehen, untersucht Williams mit Fraser den Sumpf und findet die Leiche des früheren Sheriffs. Der Gerichtsmediziner Val Mayerik gibt zu, dass der vorherige Sheriff ihm befohlen hatte, die Todesfälle als Alligatorangriffe zu melden, auch wenn Mayerik etwas anderes vermutete.
Williams und Fraser versuchen den im Sumpf lebenden Laroque mit Hilfe eines Kanus aufzuspüren. Zur gleichen Zeit schickt Schist die örtlichen Schläger Wayne und Rodney Thibadeux aus, um Laroque aufzuspüren und zu ermorden. Das Ungeheuer im Sumpf findet die Thibadeux-Brüder und tötet sie. Williams wird von Laroque umgarnt, der zugibt, dass er Schist beim Kauf der Ländereien geholfen hat. Laroque behauptet, dass Sallis gegen den Verkauf war; Laroque besteht darauf, dass der Schutzgeist weiter morden würde, bis Schist aufhört den heiligen Sumpf zu entweihen. Fraser versucht Laroque zu helfen, aber das Man-Thing erscheint und ermordet Fraser, indem er ihn zerreißt. Laroque schlägt Williams nieder und entkommt. Williams wacht auf und findet Ploog, der unscharfe Bilder des Monsters hat. Der Sheriff beschlagnahmt die Fotos und verbietet Ploog in den Sumpf zurückzukehren.
Am nächsten Tag befragt Williams Peter Horn und Schist mit Hilfe der Lehrerin Teri Richards. Williams beginnt, romantische Gefühle für Richards zu entwickeln. Horn geht in den Sumpf und versucht das Man-Thing mit Gebeten und unter Einsatz seines eigenen Lebens aufzuhalten. Das Monster tötet Horn, lässt sich aber von seinen Bemühungen nicht beeindrucken. In dieser Nacht führt Mayerik eine Autopsie des alten Sheriffs durch und findet eine Kugel. Er versucht, es Williams mitzuteilen, aber der ist bereits wieder im Sumpf und nicht zu erreichen. Mayerik erzählt es Richards und sie folgt Williams in den Sumpf. In der Zwischenzeit war Ploog in den Sumpf zurückgekehrt, um sich ein Bild von dem Monster zu machen. Stattdessen erschreckt er Schist, der im Sumpf war, um Laroque zu ermorden. Schist schießt auf Ploog und tötet ihn. Kurz darauf lockt Laroque Schists Sohn und Handlanger Jake in einen Hinterhalt und tötet ihn.
Williams findet Ploogs Leiche und schließt daraus, dass Schist Ploog ermordet hat. Dann trifft er Richards, der ihm von Mayeriks Autopsie berichtet. Williams kommt zu dem Schluss, dass Schist an mehreren Morden schuldig ist und versucht Laroque zu belasten, um einer Strafe zu entgehen. Laut Schists Geständnis gegenüber Laroque hat er Sallis ermordet und ihn in Dark Waters begraben. Aufgrund der Magie in der Erde kehrte Sallis als das Man-Thing zurück. Richards offenbart, dass sie Williams zu Laroques Versteck führen kann, aber das Man-Thing beginnt sie zu verfolgen. Er verfolgt sie bis zum Bohrturm in Dark Waters. Im Turm richtet Schist seine Waffe auf Laroque, um zu verhindern, dass dieser sie mit Dynamit in die Luft sprengt. Laroque versucht dennoch, seine Bombe zu zünden und wird von Schist angeschossen und verwundet. Auch Williams wird von Schist verwundet.
Das Man-Thing kommt jedoch an und tötet Schist brutal, indem es seinen Körper mit Öl füllt. Das Man-Thing bewegt sich dann auf Williams und Richards zu. Laroque opfert sich, indem er die Bombe hochgehen lässt. Das Monster überlebt die Flammen, wird aber wieder vom Sumpf absorbiert, sodass Williams und Richards entkommen können.

## Rezeption
Der Filmdienst urteilte, der Film biete, gerade wenn man sein niedriges Budget bedenke, „solide Genreunterhaltung“.
Für Martin Soyka von Filmstarts ist Marvel’s Man-Thing „ein völlig verzichtbarer Nonsens, unspannend erzählt und unspektakulär umgesetzt“. Er lobt hingegen die gelungenen Tag- und Nachtaufnahmen.
Nach seiner Veröffentlichung erhielt Man-Thing allgemein negative Reaktionen und Kritiken von Filmkritikern. Auf Rotten Tomatoes hat es eine Bewertung von 17 % basierend auf sechs Rezensionen.

## Veröffentlichung
Das Veröffentlichungsdatum in den USA war auf 31. Oktober 2004 festgelegt. Angeblich war der Film so schlecht, dass das Testpublikum den Raum verließ, bevor er fertig war. Also hat Marvel es in den USA auf Video veröffentlicht. Der Film erschien 30. April 2005 auf Sci Fi Channel. Der Film wurde am 14. Juni 2005 in den USA auf DVD veröffentlicht. In Deutschland feierte der Film auf dem Fantasy Filmfest 2005 in München seine Premiere. Am 20. August 2007 erschien er in Deutschland auf DVD.

## Deutsche Synchronfassung
Für die deutsche Synchronisation schrieb Jörg Hartung das Dialogbuch und Marius Clarén führte Dialogregie.
| Darsteller       | Deutscher Sprecher | Rolle                 |
| ---------------- | ------------------ | --------------------- |
| Matthew Le Neves | Dennis Schmidt-Foß | Sheriff Kyle Williams |
| Jack Thompson    | Jan Spitzer        | Frederic Schist       |
| Rawiri Paratene  | Detlef Bierstedt   | Pete Horn             |
| Alex O’Loughlin  | Marius Clarén      | Deputy Eric Fraser    |
| Patrick Thompson | Erich Räuker       | Jake Schist           |
| James Coyne      | Marcel Collé       | Billy James           |
| William Zappa    | Eberhard Prüter    | Steve Gerber          |
| John Batchelor   | Thomas Petruo      | Wayne Thibadeaux      |